# Jacques Ishaq
Jacques Ishaq (* 25. Februar 1938 in Mosul; † 22. Juni 2023 in Erbil) war ein irakischer chaldäisch-katholischer Geistlicher und Kurienbischof im Patriarchat von Bagdad.

## Leben
Jacques Ishaq empfing am 20. Juni 1963 die Priesterweihe. Papst Johannes Paul II. ernannte ihn am 7. Mai 1997 zum Erzbischof von Erbil. 
Die Bischofsweihe spendete ihm der Patriarch von Babylon und Erzbischof von Bagdad, Seine Seligkeit Raphael I. Bidawid, am 26. September desselben Jahres; Mitkonsekratoren waren André Sana, Erzbischof von Kirkuk, und Karim Geries Mourad Delly, Weihbischof im Patriarchat von Babylon. Von seinem Amt trat er am 4. Mai 1999 zurück.
Papst Benedikt XVI. ernannte ihn am 21. Dezember 2005 zum Titularerzbischof von Nisibis dei Caldei und Kurienbischof in Babylon. Am 25. Juni 2014 trat er altersbedingt in den Ruhestand.